# Kwon Min-a
Pour les articles homonymes, voir Kwon (homonymie).
Kwon Mina (née le 21 septembre 1993), ou Mina, est une chanteuse et actrice sud-coréenne. Elle est principalement connue pour avoir fait partie du groupe girl group AOA, qui débute en 2012 sous FNC Entertainment. Mina jouait dans des dramas, notamment Modern Farmer (2014) et All About My Mom (2015).

## Biographie

### Jeunesse et vie personnelle
Mina est née le 21 septembre 1993 à Pusan en Corée du Sud. Elle auditionne chez FNC en 2009, et sa famille a déménagé de Busan à Séoul peu après.
Son père est mort du cancer le 29 novembre 2014. Elle ne peut assister à ses derniers instants. À la suite de ce décès, Mina fait une pause dans sa carrière et ne participe pas à des promotions comme celle pour Like a Cat.

### AOA
Le 30 juillet 2012, Mina débute en tant que membre d'AOA au M! Countdown avec la chanson Elvis provenant de leur premier album single Angels' Story. Elle fait également partie du sous-groupe AOA Black, créé en 2013.

### Carrière solo
En 2013, Mina débute en tant qu'actrice avec le drama spécial de KBS2 Adolescence Medley, où elle incarne Yoon Jin-yeong. En février 2014, elle joue le rôle de la version plus jeune du personnage de Kim Hee-sun, Cha Hye-won, dans le drama de KBS Wonderful Days. Mina a son premier rôle principal dans le drama du weekend de SBS Modern Farmer, qui est diffusé d'octobre à décembre 2014.
Le 26 février 2015, Mina apparaît dans le vidéoclip du chanteur solo Shade, intitulé Bad. En mai, Mina fait ses premiers pas en tant que présentatrice dans l'émission Gourmet Road sur Y-Star. En août, elle devient co-présentatrice de Weekly Idol aux côtés de Hayoung de Apink et N de VIXX, à partir du 2 septembre. Le 9 septembre, Mina et Nam Joo-hyuk apparaissent dans le vidéoclip du chanteur solo Kangnam pour sa chanson Chocolate. Le 5 décembre, elle rejoint le casting du drama de KBS All About My Mom à partir de l'épisode 33. Elle y joue le rôle de Go Aeng-doo, une jeune femme belle et innocente mais pourtant mystérieuse,.
En mars 2016, Mina joue dans le web drama Click Your Heart, produit par son agence FNC Entertainment, où elle joue une lycéenne de 18 ans joyeuse mais maladroite qui forme des amitiés et des triangles amoureux avec quatre garçons.

## Filmographie

### Dramas
| Année | Titre                             | Rôle                | Chaîne                     | Notes          |
| ----- | --------------------------------- | ------------------- | -------------------------- | -------------- |
| 2013  | Adolescence Medley                | Yoon Jin-yeong      | KBS2                       | Second rôle    |
| 2014  | Wonderful Days                    | Cha Hae-won (jeune) | KBS2                       | Second rôle    |
| 2014  | Flower Grandpa Investigation Unit | Han Seul-hee        | tvN                        | Caméo          |
| 2014  | Modern Farmer                     | Lee Soo-yeon        | SBS                        | Second rôle    |
| 2015  | All About My Mom                  | Go Aeng-doo         | KBS2                       | Second rôle    |
| 2016  | Click Your Heart                  | Mina                | MBC Every 1, Naver TV Cast | Rôle principal |

### Télé-réalité
| Année | Titre              | Rôle      | Chaîne | Note   |
| ----- | ------------------ | --------- | ------ | ------ |
| 2013  | Cheongdam-dong 111 | Elle-même | tvN    | [ 14 ] |

### Émissions
| Année     | Titre           | Rôle             | Chaîne      | Notes                 |
| --------- | --------------- | ---------------- | ----------- | --------------------- |
| 2014      | Weekly Idol     | Invitée          | MBC Every 1 | Ep. 154 avec AOA      |
| 2015      | Gourmet Road    | Présentatrice    | Y-Star      |                       |
| 2015      | Hello Counselor | Invitée          | KBS         | avec Choa             |
| 2015–2016 | Weekly Idol     | Co-présentatrice | MBC Every 1 | avec N et Oh Ha-young |

### Clips
| Année | Titre     | Artiste | Rôle           |
| ----- | --------- | ------- | -------------- |
| 2015  | Bad       | Shade   | Rôle principal |
| 2015  | Chocolate | Kangnam | Rôle principal |